# Mike Shipley
Michael Shipley, detto Mike (Sydney, 7 ottobre 1956 – Los Angeles, 25 luglio 2013), è stato un produttore discografico e tecnico del suono australiano.
Durante la sua carriera ha lavorato principalmente con il produttore Robert John "Mutt" Lange. Tra gli artisti con cui ha collaborato figurano The Cars, Def Leppard, Shania Twain, The Corrs, Anberlin, Aerosmith, Maroon 5, Faith Hill, India.Arie, Kelly Clarkson, Green Day, Winger, Vixen, Nickelback e Alison Krauss. È stato inoltre premiato con due Grammy Awards.
Shipley è stato trovato senza vita nel suo appartamento il 25 luglio 2013. La causa della morte è stata indicata come suicidio.